# Reggimento lagunari "Serenissima"
Il Reggimento lagunari "Serenissima" è l'unico reparto di fanteria d'assalto anfibio dell'Esercito Italiano. Quella dei Lagunari è la più giovane specialità dell'Arma di Fanteria, essendo stata costituita il 9 gennaio 1951.
Il reparto si addestra nella laguna di Venezia e lungo il litorale Adriatico. Insieme alla Brigata marina "San Marco" della Marina Militare, forma la Forza di proiezione dal mare, componente anfibia delle Forze armate italiane.

## La storia
I Lagunari sono l'unico reparto d'assalto anfibio dell'Esercito Italiano, mentre i Fucilieri di Marina del 1º Reggimento della Brigata marina "San Marco" fanno parte della Marina Militare. Tra i due reparti vi è però sia una comunanza di impiego (sono unità anfibie), sia la comunanza dei simboli (i simboli di Venezia).
I Lagunari si riallacciano alle tradizioni marinare della fanteria di marina della Serenissima Repubblica di Venezia istituiti dal doge Enrico Dandolo nel 1202 e trasformati nel corso del XVI secolo in Fanti da Mar. Questa illustre tradizione viene evidenziata dalle mostreggiature che i Lagunari portano sulle uniformi e che rappresenta il leone alato di Venezia visto di fronte (in moleca).
Oltre ai simboli sulle uniformi i moderni Lagunari usano il grido di battaglia "San Marco!" che dal 1951 pronunciano nel presentare le armi (i "Fanti da mar" erano soliti gridare "Viva San Marco!" dopo ogni vittoria sul campo di battaglia). L'istituzione dei "Fanti da Mar", il cui perfezionamento si può far risalire agli inizi del XVI secolo, era stata resa necessaria dal ruolo centrale giocato dalla "Serenissima" nel contesto internazionale e della necessità di difendere i domini oltremare da eventuali attacchi provenienti dall'Impero Ottomano. Questo richiamo ai forti veneziani oltremare è riportato attualmente nel simbolo araldico ufficiale del reggimento.

### Il settore Forze Lagunari
Nel dopoguerra, il 15 gennaio 1951, fu costituita un'unità interforze: il "Settore Forze Lagunari" comprendente personale dell'Esercito (battaglioni "Piave" e "Marghera" e Compagnia mezzi anfibi) e della Marina Militare (Battaglione "San Marco"), con comando affidato ad un Contrammiraglio. I "marò" del San Marco costituivano la componente anfibia "pura", mentre i Lagunari dell'Esercito quella meccanizzata anfibia. Nel periodo della guerra fredda la funzione dei Lagunari era principalmente quella di proteggere le coste lagunari e paludose delle Venezie e dell'Alto Adriatico dalle eventuali minacce anfibie provenienti dai vicini paesi del Patto di Varsavia nonché di effettuare l'aggiramento anfibio sul fianco del settore italiano lungo l'Adriatico. Per questo motivo le unità lagunari sono state dotate fin dal 1951 di veicoli di assalto anfibio LVTP 4 (i primi veicoli di assalto anfibio sono stati gli Mk4 "Buffalo" americani utilizzati dai Marines americani nel Pacifico durante la Seconda guerra mondiale).
Il 1º luglio 1957, il "Settore Forze Lagunari" perse ogni componente della Marina Militare che venne rimpiazzata dal Battaglione "Isonzo".
Il 1º settembre 1957, il settore, pur conservando gli stessi compiti operativi, muta organico assumendo la denominazione di "Raggruppamento Lagunare" articolato su Comando, Compagnia comando, Compagnia addestramento, Compagnia trasmissioni, due battaglioni anfibi lagunari "Marghera" e "Piave" e il Battaglione motorizzato "Isonzo" articolato a sua volta su due Compagnie autoportate e una Compagnia anfibia.
Il 1º maggio 1958 viene costituito il reparto Lagunare d'Appoggio con le compagnie mezzi corazzati anfibi e natanti (mezzi da sbarco, gommoni etc).
Il 25 ottobre 1959, in Piazza San Marco a Venezia, al Raggruppamento Lagunare venne consegnata in forma solenne la Bandiera di guerra.

#### Il reggimento
Il 25 ottobre 1964 viene costituito il Reggimento Lagunari "Serenissima" composto da Comando Reggimento, Compagnia Reggimentale e Compagnia Trasmissioni con sede alla "Guglielmo Pepe", Compagnia trasporti anfibi con sede all'isola di S. Andrea e distaccamento di Cà Vio; tre Battaglioni anfibi "Marghera", "Piave" e "Isonzo", con sede rispettivamente a Malcontenta, Mestre, Villa Vicentina, e infine il XXII Battaglione carri "Serenissima", con sede a San Vito al Tagliamento, erede del XXII Battaglione carri "Maggiore Coralli" del Regio Esercito attivo dal 1935 e il 1944, che nel corso della seconda guerra mondiale era stato destinato in Libia partecipando alla campagna del Nordafrica. I battaglioni "Marghera", "Piave" e "Isonzo" vennero ciascuno equipaggiati con VTT M113 e in alternativa un plotone mezzi anfibi e battelli. Con i plotoni mezzi anfibi dei battaglioni dislocati nella base di Cà Vio e con il plotone battelli degli stessi battaglioni, insieme al plotone natanti dislocati sull'isola di Sant'Andrea, si costituisce la Compagnia trasporti anfibi.
I Lagunari dell'Esercito ricevettero dal Capo di Stato Maggiore dell'Esercito Italiano, il generale di corpo d'armata Aloia, la denominazione di Reggimento Lagunari "Serenissima", unitamente al compito di custodire e perseverare le tradizioni delle milizie imbarcate della Serenissima Repubblica: i "Fanti da Mar" che hanno combattuto per Venezia durante 800 anni. Infatti il simbolo dei Lagunari è il leone di Venezia che impugna la spada e tiene una zampa sul libro chiuso. Alla caserma "Andrea Bafile" di Villa Vicentina, sede di addestramento del Battaglione San Marco, la Marina Militare inviò il personale di leva reclutato ed assegnato al gruppo 13º della Marina Militare (i Marò del Battaglione "San Marco") fino al secondo contingente 1963.

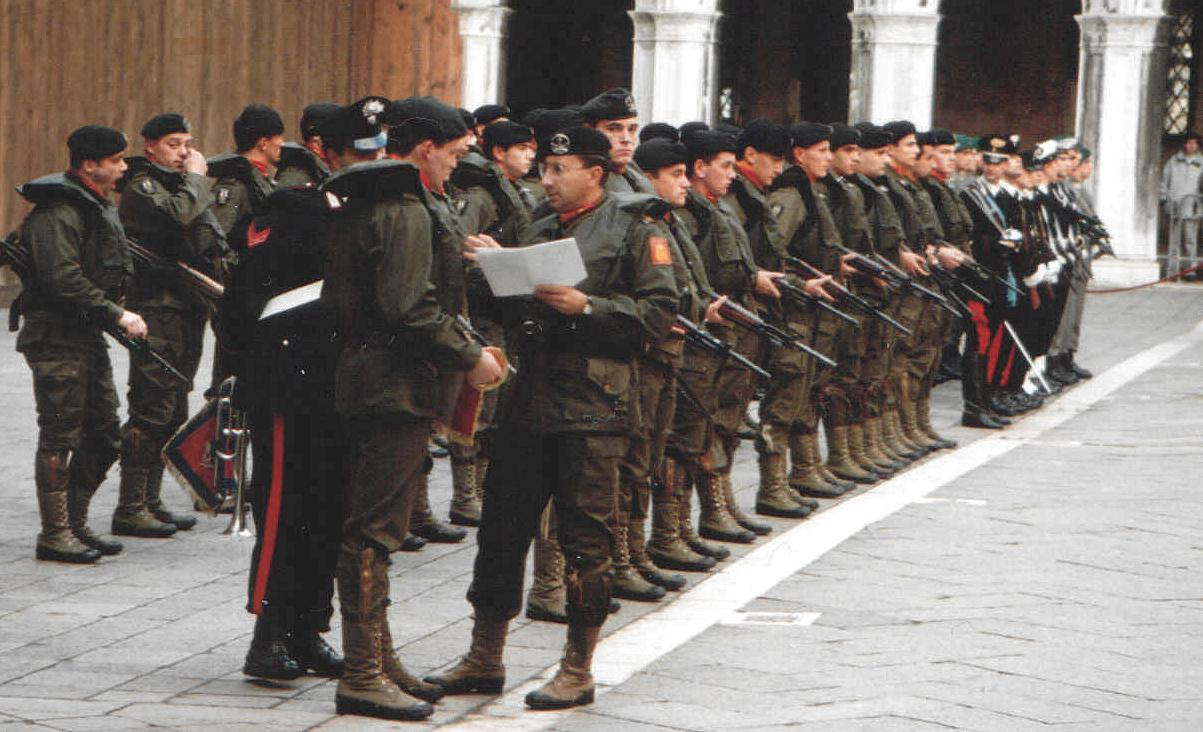
Reparto di lagunari alla fine degli anni '80

Il 1º settembre 1975, a seguito di provvedimenti conseguenti alla ristrutturazione dell'Esercito Italiano, il Battaglione "Marghera" fu sciolto e il 20 ottobre anche il Reggimento Lagunari si sciolse per costituire il "Comando Lagunari Truppe Anfibie", articolato su Compagnia comando Lagunari "Truppe Anfibie", Battaglione anfibio "Sile", costituitosi per la trasformazione della Compagnia trasporti, mentre il Battaglione "Piave", assunto l'organico di battaglione meccanizzato, dava vita al 1º Battaglione Lagunari "Serenissima" che ereditò la Bandiera di Guerra del Reggimento. Il Battaglione "Isonzo" assunse, a sua volta, l'organico di battaglione meccanizzato cambiando la sua denominazione in 41º Battaglione meccanizzato "Modena" e venne inquadrato nella neo costituita Brigata meccanizzata "Gorizia", nella quale confluì anche il XXII Battaglione carri ridenominato 22º Battaglione carri "M.O. Piccinini", riconfigurato da battaglione lagunare–carrista a battaglione prettamente carrista, che nel corso del terremoto del Friuli del 1976 si distinse nelle operazioni di soccorso ai feriti e ai superstiti e nella rimozione delle macerie, limitando i danni della grave sciagura
Il 25 giugno 1984, con D.P.R. venne sancito il riconoscimento della Specialità "Lagunari" a partire dal 9 gennaio 1951 e il 26 agosto dello stesso l'Ordinario Militare per l'Italia dichiarò San Marco patrono delle "Truppe Anfibie".

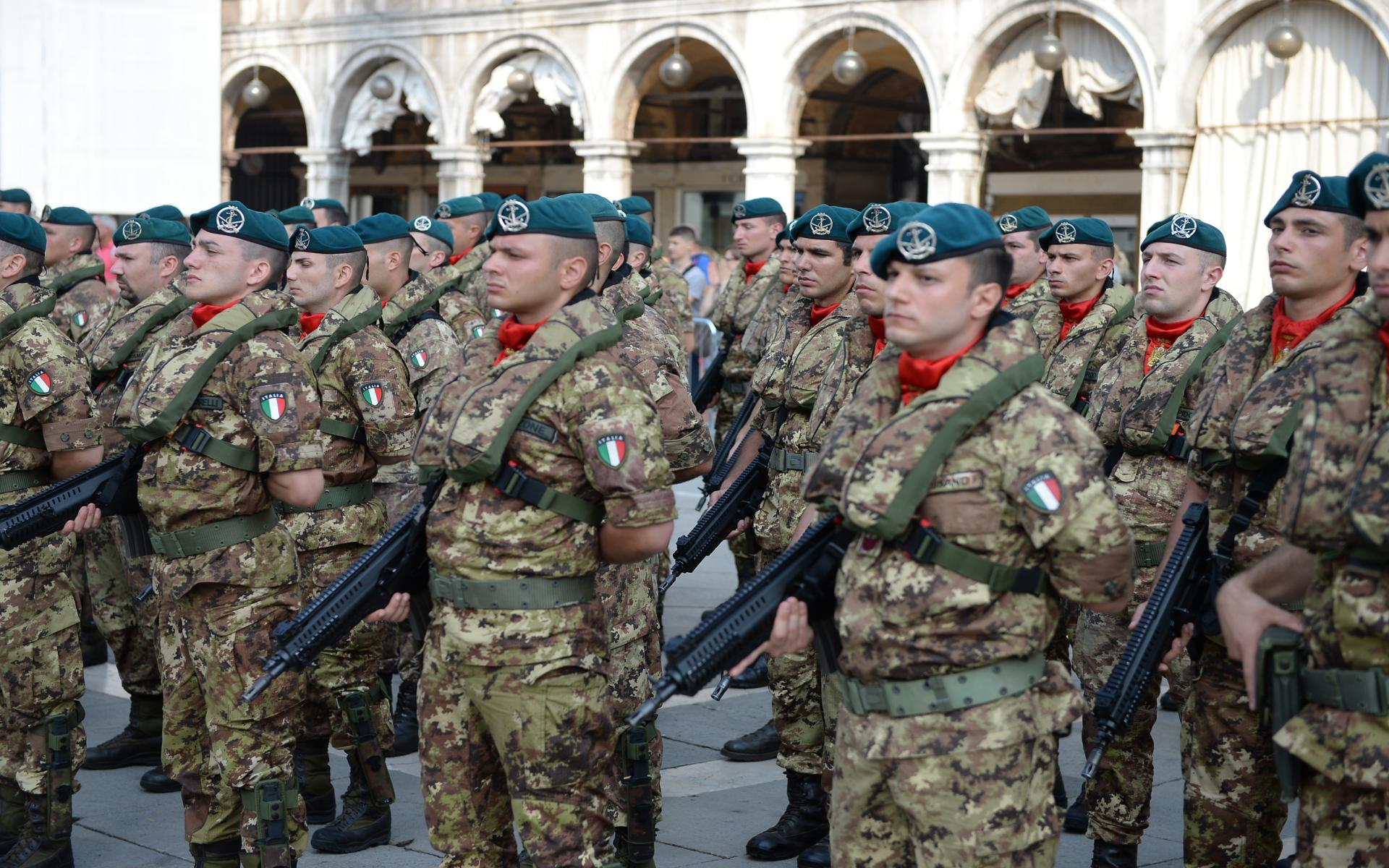
Lagunari in piazza a Venezia

Nel 1992, sempre nell'ambito di provvedimenti ordinativi riguardanti la riorganizzazione dell'Esercito, vennero soppressi il Battaglione Lagunari "Serenissima" e il Battaglione mezzi Anfibi "Sile" e ricostituito il Reggimento Lagunari "Serenissima" articolato su: Comando di Reggimento e Compagnia Comando e Servizi, con sede a Venezia Lido, Comando I Battaglione lagunari, su tre Compagnie fucilieri e una Compagnia mortai pesanti con sede in Malcontenta di Mira, Compagnia mezzi nautici con sede sull'Isola delle Vignole. Sempre nell'ambito della stessa ristrutturazione dell'Esercito il 22º Battaglione carri "M.O. Piccinini", erede del XXII Battaglione carri "Serenissima", nel 1992 diede vita al 2º Reggimento carri.
Il Reggimento Lagunari "Serenissima" venne posto alle dirette dipendenze del 5º Corpo d'Armata di Vittorio Veneto fino al dicembre del 1997, quando, dopo aver ricevuto, fra i primi reparti dell'Esercito, personale volontario in sostituzione di quello di leva, passò alle dipendenze del Comando delle Forze di Proiezione.

### La ristrutturazione

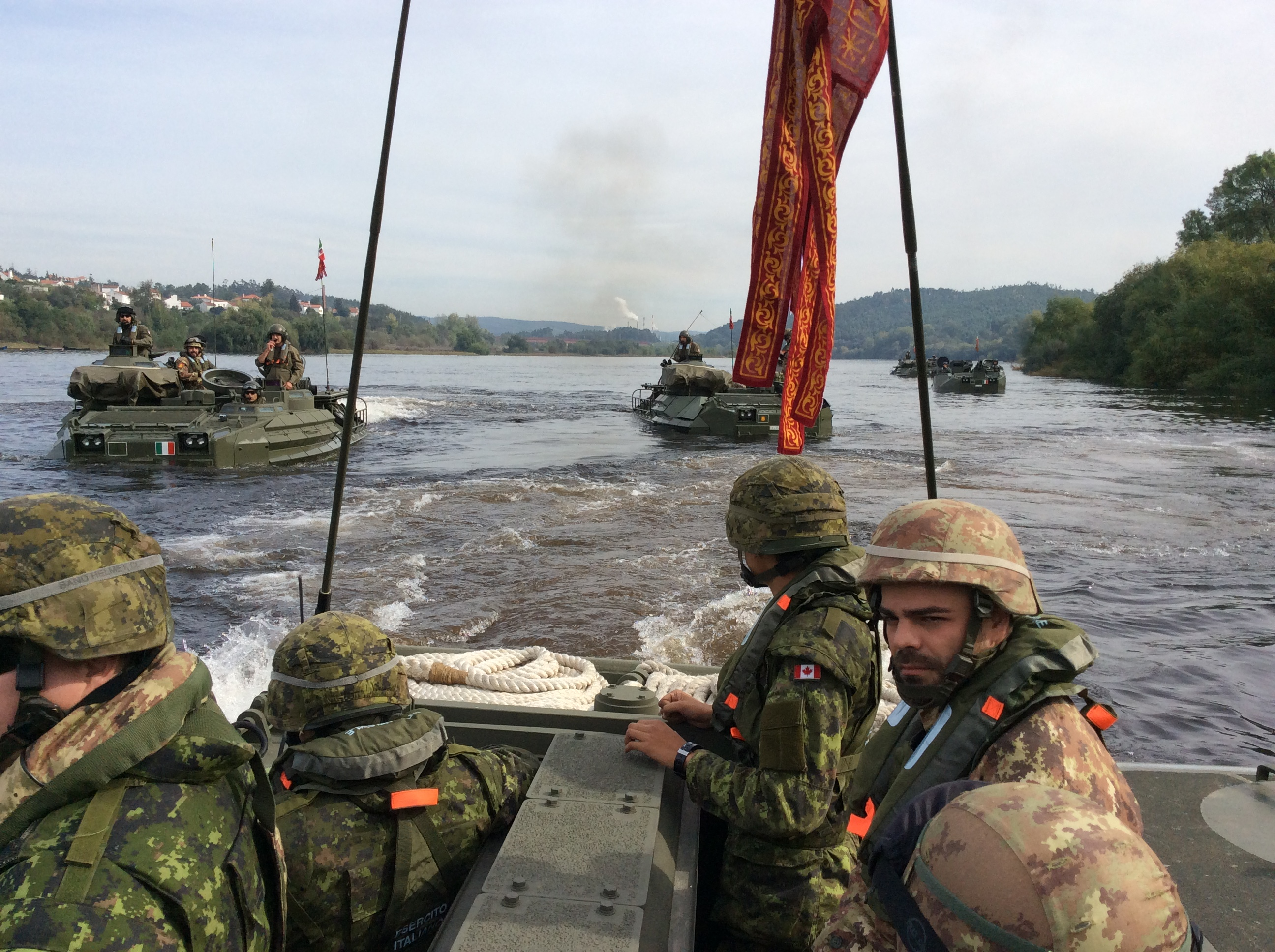
Lagunari in esercitazione "Trident Juncture"

Nell'ambito della ristrutturazione organica, che previde la trasformazione del Reggimento in un'unità di fanteria leggera e la ridislocazione su tre sedi, dal 18 maggio 1999 il Comando reggimento, la Compagnia comando e servizi "Venezia" e la Compagnia mortai pesanti "Adria" sono state ridislocate nella nuova sede della caserma “Matter” di Mestre, il Comando del I Battaglione Lagunari, la 1ª Compagnia anfibia "Marghera", la 2ª Compagnia anfibia "Piave" e la 3ª Compagnia anfibia "Isonzo", sono state ubicate nella caserma "Bafile" di Malcontenta di Mira, mentre la Compagnia mezzi nautici "Sile" nella caserma "S. Andrea" dell'Isola delle Vignole.
Sempre nel progetto di riconfigurazione il 1º settembre 2000 venne costituita la Compagnia controcarro presso la caserma “Matter” in Mestre.

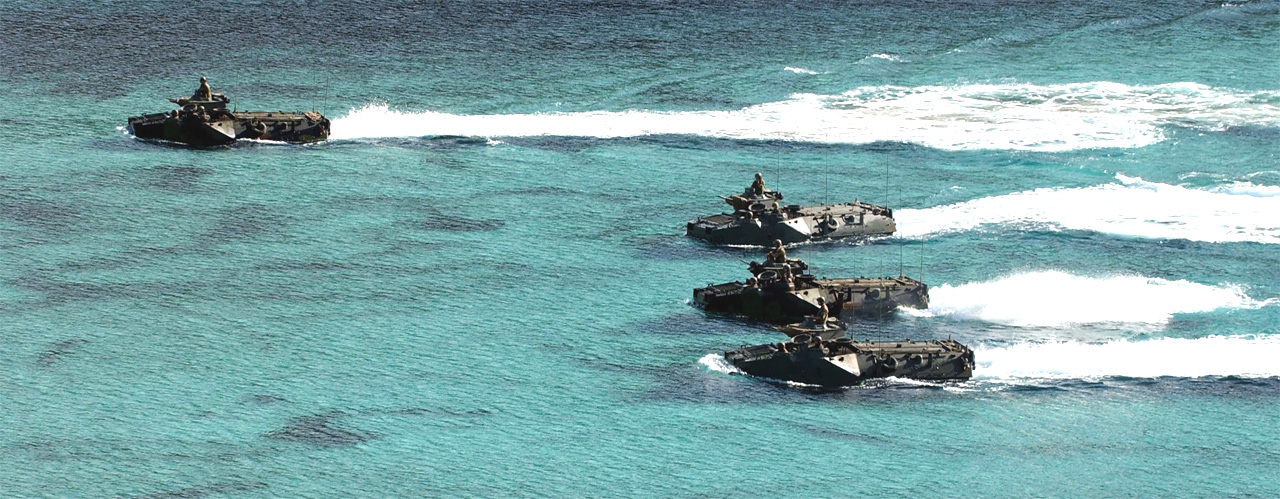
Una serie di mezzi da sbarco AAV7 durante esercitazioni dei Lagunari

Dal 1º dicembre 2000 il Reggimento Lagunari è inquadrato nella Brigata di cavalleria "Pozzuolo del Friuli" posta alle dipendenze del 1º Comando delle forze di difesa con sede in Vittorio Veneto.
Dal 2007 operativamente è parte della grande unità interforze Forza di proiezione dal mare con la Brigata marina "San Marco".

## Organizzazione

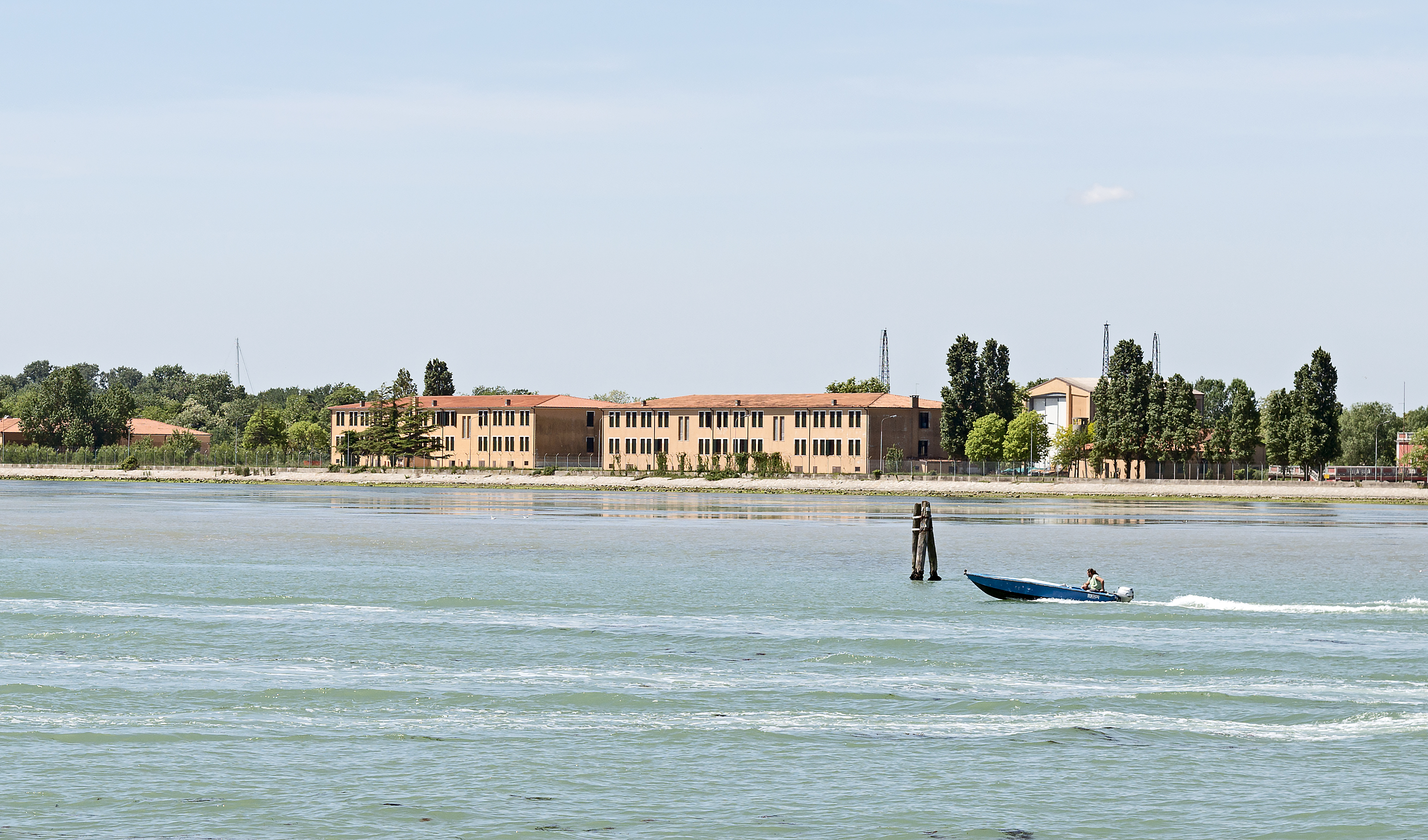
La base anfibia di S. Andrea (Venezia)

Oggi il Reggimento è composto interamente da personale volontario. Il Comando di Reggimento, la Compagnia Supporto alla manovra e la Compagnia Comando e Supporto Logistico sono collocate presso la caserma "Matter" di Mestre.
Il Comando del Battaglione, la 1ª Compagnia anfibia "Marghera", la 2ª Compagnia anfibia "Piave" e la 3ª Compagnia anfibia "Isonzo", sono collocate nella caserma "Bafile" di Malcontenta; la Compagnia supporti tattici anfibi è collocata presso la base anfibia di S. Andrea in Venezia sull'isola delle Vignole:
- Comando di Reggimento (Mestre)
  - Compagnia comando e supporto logistico
  - Plotone Recon nell'ambito della Compagnia Supporto Tattico Anfibio
  - Compagnia supporti tattici anfibi (Isola delle Vignole)
  - Compagnia corsi
  - Battaglione lagunari (Laguna di Venezia)
    - 1ª Compagnia anfibia "Marghera"
    - 2ª Compagnia anfibia "Piave"
    - 3ª Compagnia anfibia "Isonzo"
    - Compagnia supporto alla manovra

## Descrizione unità militare

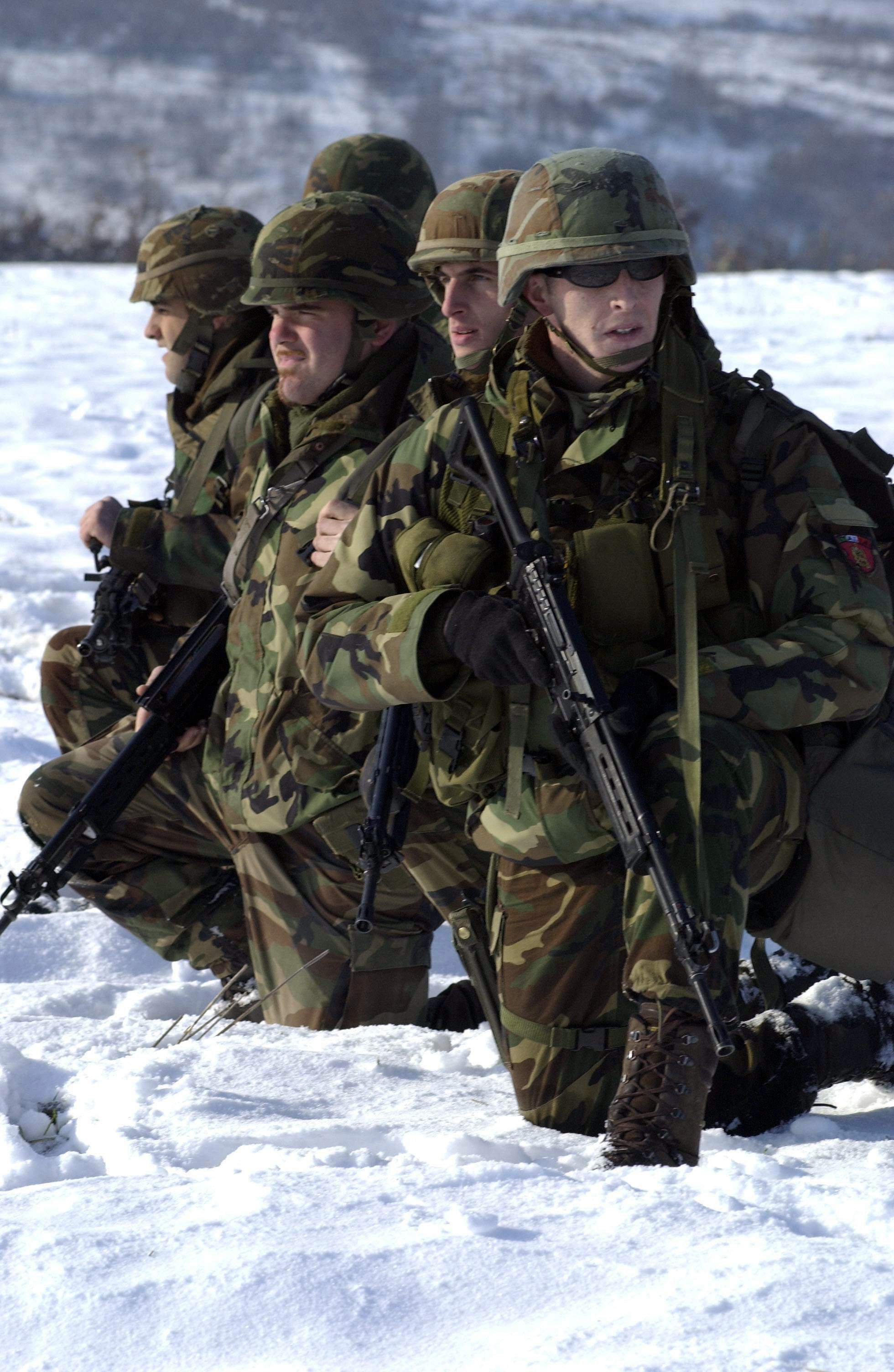
Lagunari in missione in Kosovo

I Lagunari sono in grado di operare in piena autonomia su ogni tipo di terreno e, grazie ai mezzi anfibi e speciali e al particolare addestramento, il Reggimento Lagunari è un elemento chiave delle forze di dispiegamento rapido della Difesa italiana, capace di raggiungere velocemente ed essere immediatamente pronto al combattimento su ogni tipo di territorio nel mondo. 
I Lagunari sono una unità specializzata nelle operazioni anfibie. Dispongono di natanti d'assalto e di mezzi anfibi. Il Reggimento Lagunari "Serenissima" è particolarmente addestrato ad agire in contesti ove la presenza di due elementi (terra e acqua) limita l'impiego dei normali reggimenti di fanteria. La mobilità operativa in acqua è la principale caratteristica delle unità lagunari. I Lagunari possono agevolmente operare in acque interne nelle classiche operazioni "riverine" (fiumi, laghi e lagune) e in mare ed assolvere i tipici compiti di fanteria da assalto anfibio (Marines) in diversi contesti operativi.
Per questo motivo è indispensabile per la permanenza presso il Reggimento Lagunari il conseguimento del brevetto di Qualificazione Anfibia.
Il Reggimento, essendo per l'impiego di natura bivalente, coopera con le altre unità della brigata Pozzuoli del Friuli e con la componente anfibia della Marina.

## Mezzi
Come unità di fanteria, il Reggimento è ancora equipaggiato con cingolati VCC2 ed è capace di condurre tutti i ruoli tipici di un'unità di fanteria meccanizzata.
Comunque, dato il recente programma di riorganizzazione, il Reggimento si sta trasformando in un'Unità di fanteria leggera equipaggiato con veicoli ruotati VTLM.
Come unità anfibia il Reggimento è dotato di AAV7 (un particolare veicolo cingolato da trasporto truppe con piena capacità anfibia e con la possibilità di trasportare fino a 21 soldati), natanti da sbarco, motoscafi rigidi, battelli pneumatici (Zodiac Marine and Pool) e kayak impiegati per operazioni anfibie.
Tali operazioni si estrinsecano attraverso operazioni di sbarco su spiagge ostili o in alternativa raid anfibi e altre operazioni condotte da elementi specializzati. Per soddisfare questi compiti i soldati di ogni grado assegnati al Reggimento devono superare uno specifico corso di qualificazione allo scopo di ottenere l'abilità necessaria per fronteggiare le sfide tipiche delle operazioni anfibie.

## Operazioni all'estero
Il Reggimento ha anche preso parte a esercitazioni combinate in territorio nazionale o all'estero, dove i Lagunari hanno operato in quasi tutti gli ambienti, dalle valli europee, alle foreste canadesi alle spiagge del Mediterraneo, al deserto egiziano e dalle paludi dell'Estonia alle Alpi innevate. Come unità di leva, il Reggimento è stato coinvolto in quasi tutte le calamità naturali come terremoti, alluvioni, operazioni in supporto alla Polizia per la lotta alla criminalità organizzata. Divenuta un'unità di professionisti, il Reggimento ha cominciato a proiettarsi in operazioni fuori dal territorio nazionale.
Dal giugno al dicembre 1998 la 3ª Compagnia anfibia ha preso parte all'operazione in Bosnia ed Erzegovina a Sarajevo come parte del contingente italiano nell'operazione NATO/SFOR (Constant Forge).
Dall'ottobre 1999 al febbraio 2000 l'intero Reggimento è stato ridislocato a Đakovica, in Kosovo per la operazione NATO/KFOR (Joint Guardian).
Da febbraio a giugno 2001 è stato impiegato a Peć e Klina, in Kosovo (Consistent Effort).
Dal novembre 2002 il reggimento è stato nuovamente schierato in area kosovara nelle municipalità di Peć, Klina e Goraždevac per l'operazione "Decisive Endavour".
Dal giugno 2003 al maggio 2005 unità del Reggimento a livello plotone o compagnia hanno preso parte all'operazione "Antica Babilonia", nella città di Nassiriya, in Iraq.
L'intero Reggimento è stato impiegato nel periodo maggio-settembre 2004 nel governatorato di Dhi Qar nel sud dell'Iraq; in quest'ultima operazione hanno perso la vita il capitano Massimo Ficuciello ed il 1º caporale maggiore Matteo Vanzan.

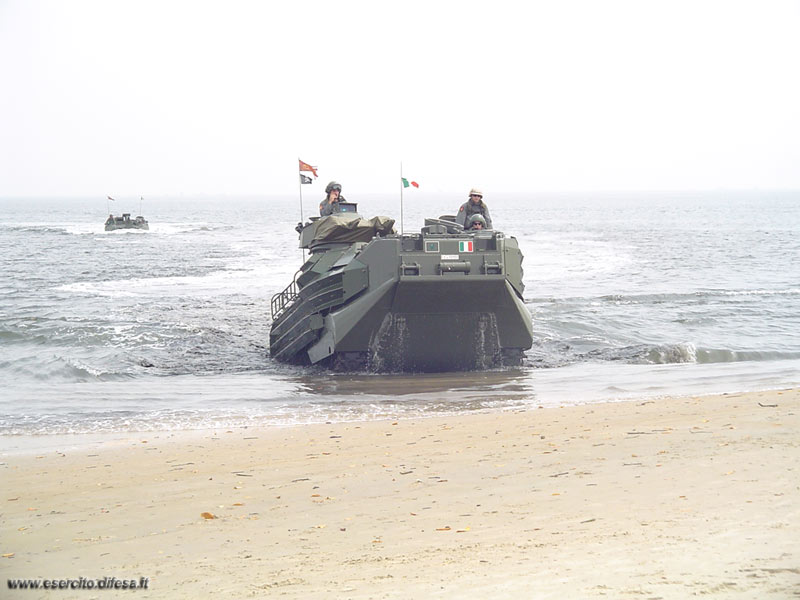
AAV7 dei lagunari in SENEGAL

In data 21 giugno 2006 è stata concessa al Reggimento Lagunari "Serenissima" la Medaglia d'argento al valore dell'Esercito per le attività svolte nel periodo 1951-2003.
Da settembre 2006 ad aprile 2007 il Reggimento è stato impegnato nell'ambito dell'Operazione "Leonte", nel Libano del Sud, per garantire le condizioni di sicurezza e stabilità necessarie per l'applicazione e il rispetto della risoluzione 1701 delle Nazioni Unite.
Il 25 giugno 2008, con una solenne cerimonia in Piazza San Marco a Venezia, è stata conferita alla Bandiera di Guerra del Reggimento la Medaglia d'oro al valore dell'Esercito per i fatti dell'agosto 2004 in Iraq.
Dal 2008 al 2009 il Reggimento è stato ancora impegnato nell'ambito dell'Operazione "Leonte", nel Libano del Sud.
Nel 2010-2012 è stato impiegato nell'Operazione ISAF in Afghanistan nella provincia di Farah dove ha operato per sei mesi.
Nel 2013 il Reggimento ha operato ancora nell'ambito dell'Operazione "Leonte", nel Libano meridionale.
Nel 2019 il Reggimento veniva impiegato di nuovo in Afghanistan nell'operazione "Resolute Support"

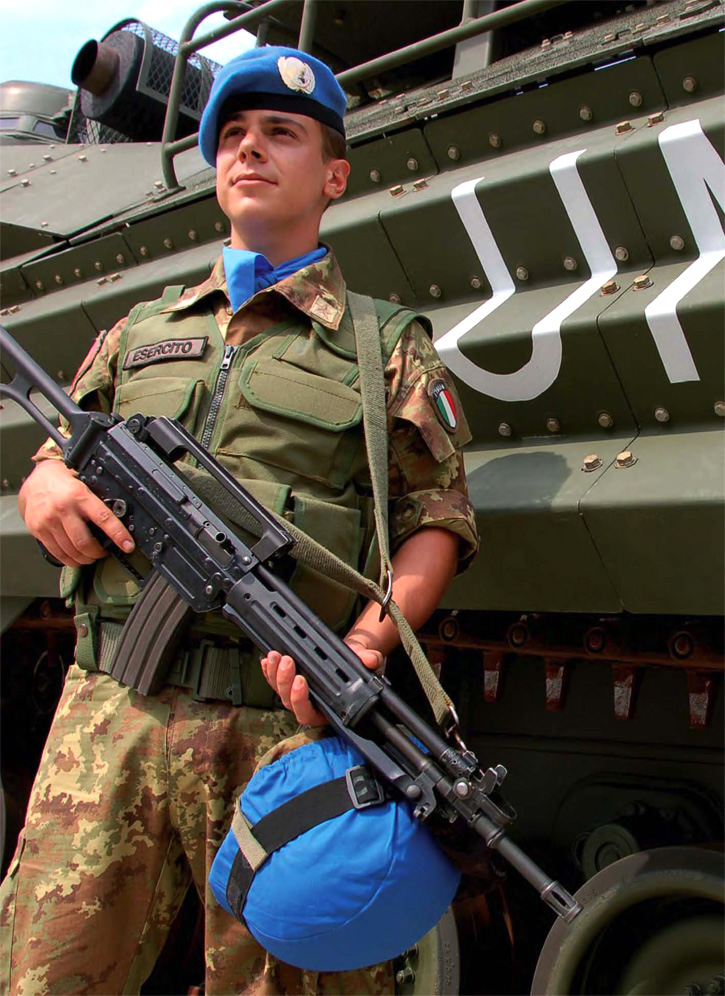
Lagunare in missione in Libano posa davanti un AAV7

Nel 2020 - 2021 è impiegato con piccole unità a Venezia e Genova nell'Operazione Strade Sicure in supporto alle Forze dell'Ordine.
Nel 2022 il Reggimento viene impiegato sia in Libano che in Somalia. Nel Libano del sud alla guida di "Unifil Italbatt" sotto bandiera ONU per monitorare il rispetto del cessate il fuoco ed il rispetto della Blue Line (Risoluzione 1701 dell'11 agosto 2006 Consiglio di Sicurezza delle Nazioni Unite), In Somalia nell'ambito della "Missione EUTM-S con le attività di Advising, Mentoring e Training, contribuisce allo sviluppo delle capacità di controllo del territorio da parte delle Forze di sicurezza somale.

## Patrono e festa del corpo
Il patrono è San Marco (25 aprile).
Il 25 giugno si festeggia l'anniversario del riconoscimento della Specialità (1984) che riconosce, con decreto del Ministro della Difesa del 25 giugno 1984, la Specialità Lagunari a far data dalla sua costituzione avvenuta il 9 gennaio 1951.
Il 7 marzo 2011 con una solenne cerimonia a Farah, in teatro operativo afghano, il Capo di Stato Maggiore dell'Esercito Italiano, il generale di corpo d'armata Giuseppe Valotto, ha consegnato il nuovo basco di specialità ai Lagunari. Il basco di colore verde richiama il colore della laguna di Venezia "che ha visto per oltre 800 anni i Fanti da Mar della Serenissima partire per le missioni oltremare".

## Caduti
- Massimo Ficuciello (Udine, 7 aprile 1968 - Nassiriya, 12 novembre 2003), Capitano facente parte della Riserva militare, deceduto durante gli Attentati di Nāṣiriya.
- Matteo Vanzan (Camponogara, 1981 – Nassiriya, 17 maggio 2004), Primo Caporal Maggiore, deceduto durante gli Attentati di Nāṣiriya.
- Riccardo Bucci (Milano, 1º settembre 1977 - Afghanistan, 23 settembre 2011),[6] Capitano ed ex Sottufficiale presso il 6º Reggimento alpini di Brunico.

## Nella cultura di massa
Nel videogioco Call of Duty: Modern Warfare, nel Giugno 2020, è stata aggiunta una personalizzazione per il soldato selezionabile dal giocatore rappresentante fedelmente un militare dei Lagunari. Utilizzando la predetta skin e giocando alcune partite è possibile sbloccarne altre due, in cui cambiano la mimetica indossata e la mimetizzazione facciale.